# Олга Ладиженская
Олга Александровна Ладиженская (на руски: Óльга Алекса́ндровна Лады́женская) е съветска и руска математичка, академик на Академия на науките на СССР и на Руската академия на науките. Позната е с работата си по частните диференциални уравнения (особено 19-ия проблем на Хилберт) и флуидната динамика. Тя предоставя първите строги доказателства за конвергенцията между метода на крайната разлика и Уравненията на Навие-Стокс. През 2002 г. е наградена със Златния медал Ломоносов.

## Биография
Ладиженская е родена на 7 март 1922 г. в Кологрив. Тя е дъщеря на учител по математика, който запалва интереса и любовта ѝ по математиката. През октомври 1937 г. баща ѝ е арестуван от НКВД и скоро след това е разстрелян. Младата Олга завършва гимназия, но поради това, че баща ѝ е обявен за враг на народа, ѝ е забранено да учи в Ленинградския университет (1939). Чичо ѝ Н. Й. Ладиженски, който е бил главен директор на завода „Ижстал“, също е бил репресиран и умира в лагер. Впоследствие неговата съдба е разказана от Александър Солженицин в неговата книга „Архипелаг Гулаг“, а самата тя е спомената от него в списъка на 257-те свидетели в книгата.
След неуспешния опит да следва математика в Ленинградския университет учи две години в Педагогически институт. През 1943 г. успява да се запише в Механо-математическия факултет на Московския държавен университет, който завършва с отличие през 1947 г. Студентка е на акад. Иван Петровски. По-късно се омъжва и заминава за Ленинград, където през 1949 г. защитава кандидатска, а през 1954 – и докторска дисертация. От 1955 г. е професор по висша математика и математическа физика в Ленинградския университет. Чете спецкурс по „Теория на крайните задачи“ и води специален семинар по „Нелинейни крайни задачи“.
Ладиженская е в списъка на потенциалните получатели на Филдсов медал за 1958 г., който впоследствие е даден на Клаус Рот и Рене Том. От 1962 г. завежда лабораторията по математическа физика към ПОМИ на РАН. От 29 декември 1981 г. е член-кореспондент на Академията на науките на СССР. От 15 декември 1990 г. е академик на АН на СССР. В периода 1990 – 1998 г. е президент на математическото общество на Санкт Петербург. Почетен член на математическото общество на Санкт Петербург, почетен доктор на Бонския университет. Член на Европейската академия, член на Националната академия деи Линчеи в Италия, чуждестранен член на Немската академия за естествени науки Леополдина и Американската академия за науките и изкуствата в Бостън.
Трудовете на Олга Ладиженская са широко известни извън Русия и получават висока оценка. Нейните математически работи често се цитират в англоезичната математическа литература по теория на диференциалните уравнения в частни производни и математическата физика. Автор е на повече от 250 работи, в това число 6 монографии.

## Публикации
- Математические вопросы динамики вязкой несжимаемой жидкости. – М.: Государственное издательство физико-математической литературы, 1961.
- Краевые задачи математической физики. – М.: Наука, Гл. ред. физико-математической лит-ры, 1973.
- Ladyzhenskaya, O. A. The Mathematical Theory of Viscous Incompressible Flow //   Gordon and Breach, 1969. с. XVIII+224..
- Ladyženskaja, O. A. Linear and quasi-linear equations of parabolic type //   American Mathematical Society, 1968. с. XI+648..
- Ladyzhenskaya, Olga A. Linear and Quasilinear Elliptic Equations //   Academic Press, 1968. с. XVIII+495..
- Ladyzhenskaya, O. A. The Boundary Value Problems of Mathematical Physics //   Springer Verlag, 1985. с. XXX+322. (translated by Jack Lohwater).
- Ladyzhenskaya, O. A. Attractors for Semigroups and Evolution Equations //   Cambridge University Press, 1991. с. xi+73..

## Награди и премии
- Премия П. Л. Чебишев (съвместно с Нина Уралцева) (1966) – за работата по „Линейни и квазилинейни елиптични уравнения“
- Държавна премия на СССР (1969)
- Премия С. В. Ковалевская (1992) – за цикъла от работи върху „Атрактори за полугрупи и еволюционни уравнения“
- Лекция Джона фон Нойман (1998)
- Орден Дружба (1999)
- Златен медал „Ломоносов“ (2002) – за изключителни постижения в областта на теорията на частните диференциални уравнения и математическата физика
- Премия на правителството на Санкт Петербург и Санктпетербургския научен център на РАН А. Йофе

### Биографични и общи източници
- Mathematical Events of the Twentieth Century //   Springer-Verlag, 2006. с. VIII+545.
- Friedlander, Susan. Women in Mathematics: The Legacy of Ladyzhenskaya and Oleinik – May 18 – 20, 2006 //   Association for Women in Mathematics and MSRI, 2006.  Архивиран от оригинала на 2019-11-05. Посетен на 1 юли 2009.. Some recollections of the authors about Olga Ladyzhenskaya and Olga Oleinik.
- Friedlander, Susan. Olga Alexandrovna Ladyzhenskaya (1922 – 2004) //   December 2004. с. 1320 – 1331..
- Gunzburger, Max. Obituaries: Olga Ladyzhenskaya //   24 април 2004. с. 3.
- Pearce, Jeremy. Dr. Olga Ladyzhenskaya, 81, Mathematician //   25 януари 2004. Посетен на 9 януари 2012.
- Olga Alexandrovna Ladyzhenskaya //   8 декември 2010. Посетен на 5 май 2011.. A biography in the Biographies of Women Mathematicians, Agnes Scott College.
- Struwe, Michael. Geometric analysis and nonlinear partial differential equations //   Springer Verlag, 2003. с. 1 – 10..
- Synge Morawetz, Cathleen. Women in Mathematics: The Legacy of Ladyzhenskaya and Oleinik – May 18 – 20, 2006 //   Association for Women in Mathematics and MSRI, 2006.  Архивиран от оригинала на 2019-11-05. Посетен на 1 юли 2009.. Some recollections of the author about Olga Ladyzhenskaya and Olga Oleinik.
- Titova, Irina. Russian mathematician Olga Ladyzhenskaya dies at 81 //   26 януари 2004. Посетен на 9 януари 2012.
- Zajączkowski, Wojciech. Olga Alexandrovna Ladyzhenskaya (1922 – 2004) //   September 2005. с. 5 – 7.  Архивиран от оригинала на 2011-07-23. Посетен на 2018-03-28.